# خاندان اوتسونومیا

مون خاندان

خاندان اوتسونومیا (به ژاپنی: 宇都宮氏)؛ یک خاندان ژاپنی که از طبقه سامورایی بودند. خانواده بزرگی که خود را شعبه ای از خاندان‌های سکه، هوکه (فوجیوارا) فوجیوارا نو میچیکانه می‌نامیدند.